# Rodinia delphinia
Rodinia delphinia är en fjärilsart som beskrevs av Otto Staudinger 1888. Rodinia delphinia ingår i släktet Rodinia och familjen Riodinidae. Inga underarter finns listade.